# 11574 д'Алвієлла
11574 д'Алвієлла (11574 d'Alviella) — астероїд головного поясу, відкритий 16 січня 1994 року.
Тіссеранів параметр щодо Юпітера — 3,528.